# Watson Escarpment
Il Watson Escarpment è un'importante scarpata antartica, situata nei Monti della Regina Maud, in Antartide. Si sviluppa in direzione nord lungo il margine orientale del Ghiacciaio Scott, quindi in direzione est verso il Ghiacciaio Reedy dove piega verso sud lungo il fianco occidentale del ghiacciaio. La scarpata, lunga circa 180 km, ha un andamento arcuato e si innalza fino a 3.550 m sul livello del mare e tra 1.000 e 1.500 m rispetto al livello del terreno circostante.
La parte centro-settentrionale della scarpata fu osservata da un punto panoramico favorevole del vicino monte Supporting Party Mountain e parzialmente mappata nel dicembre 1929 dal gruppo geologico guidato da Laurence Gould, che faceva parte della prima spedizione antartica dell'esploratore statunitense Byrd. La scarpata fu poi ispezionata più da vicino nel dicembre 1934 da Quin A. Blackburn, che guidava il gruppo geologico della seconda spedizione antartica di Byrd.
La denominazione fu assegnata dallo stesso Byrd in onore di Thomas J. Watson, per molti anni Presidente e Amministratore delegato della IBM, che aveva finanziato la spedizione. La mappatura dettagliata della scarpata e delle sue adiacenze fu effettuata dall'United States Geological Survey (USGS) sulla base di ispezioni in loco e di foto aeree scattate dalla U.S. Navy nel periodo 1960-64.
L'estremità orientale della scarpata è definita dal Shapley Ridge, una prominente dorsale che si affaccia sul Ghiacciaio Reedy e la sua estensione orientale dalla Cleveland Mesa. La denominazione è stata assegnata dall'Advisory Committee on Antarctic Names (US-ACAN) in onore di Alan H. Shapley, vice presidente del Consigli di Amministrazione dell'U.S. National Committee per l'Anno geofisico internazionale.